# Étienne-Hippolyte Godde
Étienne-Hippolyte Godde (Breteuil, 1781-París, 1869) fue un arquitecto francés.

## Biografía
Nacido el 26 de diciembre de 1781 en la localidad de Breteuil, perteneciente al departamento de Oise, fue discípulo de Lagardette y arquitecto de diversas construcciones de la villa de París entre 1814 y 1850.
Entre sus proyectos se encontraron la iglesia y presbiterio de Saint-Pierre du Gross-Caillou, la iglesia de Saint-Denys du Saint-Sacrement, el presbiterio de Notre-Dame de Bonne-Nouvelle, el seminario de Saint-Sulpice, las puertas de entrada de los cementerios del Père Lachaise y de Montparnasse, así como trabajos de ampliación y restauración de diversas iglesias de París y de las tumbas del mariscal Pérignon y de la familia Frochot en el Père Lachaise.

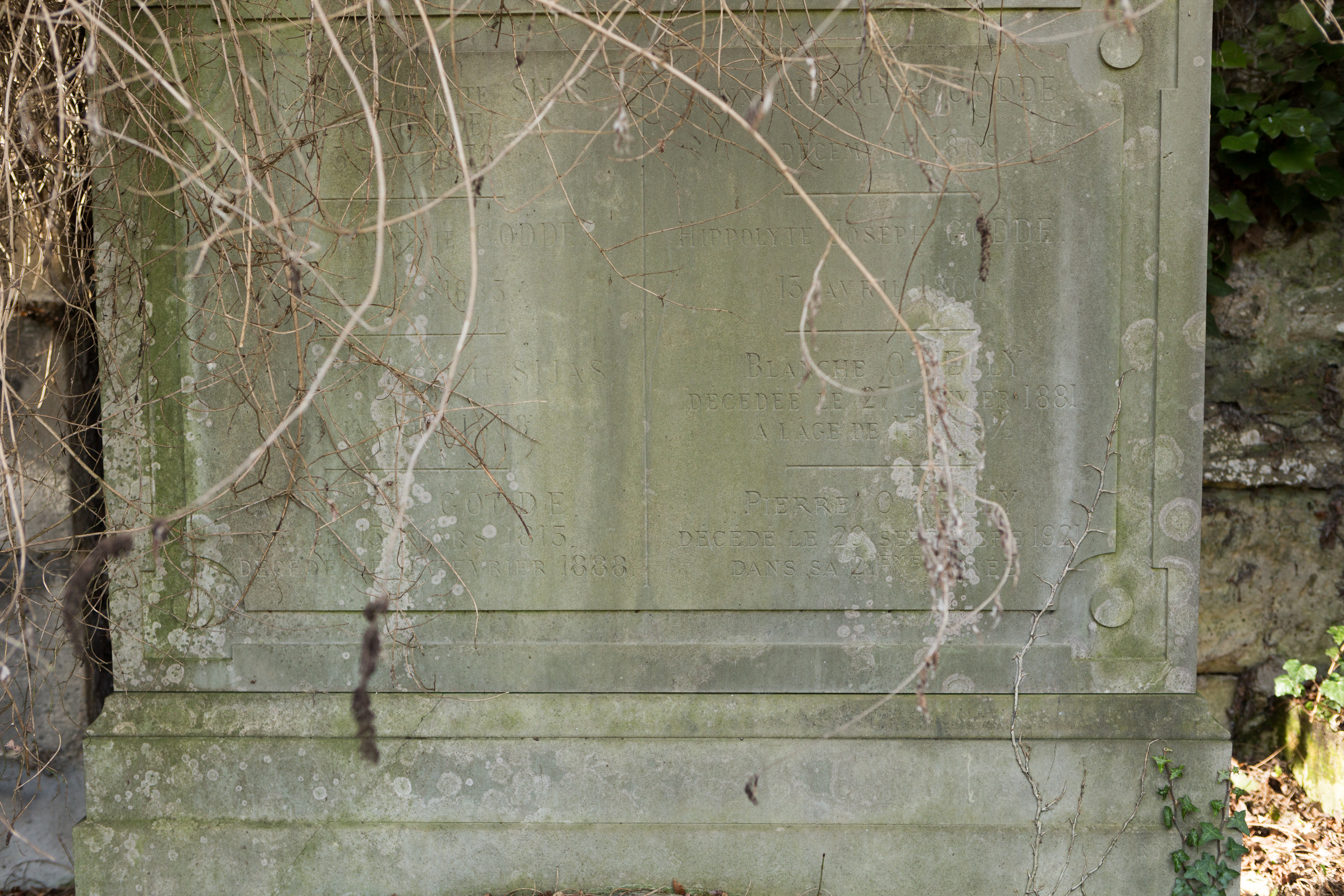
Tumba de Étienne-Hippolyte Godde en el cementerio del Père Lachaise

Colaboró con Lesueur en la construcción del antiguo ayuntamiento de París y, como jefe del servicio de dibujos de la prefectura del Sena, mandó elaborar un atlas de 300 láminas, que incluía planos, secciones y alzados de los edificios religiosos de París. En Picardía, Godde mandó construir la iglesia de Boves y restaurar la catedral de Amiens y la iglesia de Corbie. Falleció el 7 de diciembre de 1869 en París.